# Berryz Kobo
Berryz Kobo (Berryz工房, literalment "Taller Berryz"; a vegades romanitzat com Berryz Koubou o Berryz Kōbō) és un grup de J-pop dins del projecte Hello! Project. Els vuit membres originals provenien del Hello! Project Kids i eren balladors de suport habituals dels vídeos de W (Double You). Abans de la formació del grup, alguns dels membres treballaren amb membres de Morning Musume en projectes paral·lels com Aa! i ZYX, i en la pel·lícula de Mini Moni Okashi na Daibōken.

## Membres

### Membres presents
- Saki Shimizu (Capitana)
- Momoko Tsugunaga
- Chinami Tokunaga
- Maasa Sudou
- Miyabi Natsuyaki
- Yurina Kumai
- Risako Sugaya

### Membres graduats
- Maiha Ishimura (Graduada de Berryz Kobo i Hello! Project el 2 d'octubre de 2005 per continuar la seua escolaritat a temps complet)